# Liste de femmes artistes galloises
Ceci est une liste de femmes artistes nées au Pays de Galles ou dont les œuvres sont étroitement associées à ce pays.

## B
- Joan Baker (1922-2017), artiste peintre et professeure d'art.
- Shirley Bassey (1937-), chanteuse.
- Elinor Bennett (1943-), harpiste.

## C
- Brenda Chamberlain (1912-1971), artiste, poétesse et romancière.
- Emma Catherwood (1981-), actrice.
- Shefali Chowdhury (1988-), actrice.
- Sybil Christopher (1929-2013), actrice.
- Margaret Courtenay (1923-1996), actrice et chanteuse.
- Elinor Crawley (1991-), actrice.
- Peggy Cummins (1925-2017), actrice.

## D
- Heather Dohollau (1925-2013), poète.

## F
- Dawn French (1957-), actrice et humoriste.
- Siobhan Flynn, actrice.

## H
- Nina Hamnett (1890-1956), artiste et écrivaine
- Mary Hopkin (1950-), chanteuse.

## J
- Gwen John (1876-1939), peintre.
- Jem (1975-), auteure-compositrice-interprète.
- Katherine Jenkins (1980-),  chanteuse mezzo-soprano.
- Sue Jones-Davies (1949-), actrice et chanteuse.
- Della Jones (1946 -), mezzo-soprano.
- Gwyneth Jones (1936-), soprano dramatique.
- Lucie Jones (1991-), chanteuse.
- Tammy Jones (1944-), chanteuse.

## L
- Mary Lloyd (1819-1896), sculptrice

## M
- Gwerful Mechain (fl. 1460–1502), poétesse médiévale.

## S
- Dorothy Squires (1915-1998), auteure-compositrice-interprète.
- Alison Statton (1958-), chanteuse.
- Hilary Summers (1965-), contralto.

## W
- Margaret Lindsay Williams (1888-1960), peintre.
- Helen Watts (1927-2009), contralto.

## Z
- Catherine Zeta-Jones (1969-), actrice et chanteuse.